# Aire urbaine de Hazebrouck
L'aire urbaine de Hazebrouck est une aire urbaine française centrée sur la ville de Hazebrouck.

## Caractéristiques
D'après la définition qu'en donne l'INSEE, l'aire urbaine de Hazebrouck est composée de 4 communes, situées dans le Nord. Ses 26 217 habitants font d'elle la 219e aire urbaine de France.
4 communes de l'aire urbaine sont des pôles urbains.
Le tableau suivant détaille la répartition de l'aire urbaine sur le département (les pourcentages s'entendent en proportion du département) :
| Département | Communes | Communes (%) | Superficie (km²) | Superficie (%) | Population (1999) | Population (%) |
| ----------- | -------- | ------------ | ---------------- | -------------- | ----------------- | -------------- |
| Nord        | 4        | 0,6          | 88,46            | 1,5            | 26 217            | 1,0            |

## Communes

L'aire urbaine d'Hazebrouck dans le Nord-Pas-de-Calais

Voici la liste des communes françaises de l'aire urbaine de Hazebrouck.
| Code INSEE | Commune     | Type        | Département | Superficie (km²) | Population (1999) | Densité (hab./km²) |
| ---------- | ----------- | ----------- | ----------- | ---------------- | ----------------- | ------------------ |
| 59091      | Borre       | Pôle urbain | Nord        | +0005,96         | +00 000540,       | +00090,6           |
| 59295      | Hazebrouck  | Pôle urbain | Nord        | +0026,2          | +00021 396,       | +00816,64          |
| 59416      | Morbecque   | Pôle urbain | Nord        | +0044,34         | +0 0002 669,      | +00060,19          |
| 59578      | Steenbecque | Pôle urbain | Nord        | +0011,96         | +0 0001 612,      | +00134,78          |
|            | Total       |             |             | +0088,46         | +00026 217,       | +00296,37          |